# Свен Нордквіст
Свен Нордквіст (швед. Sven Nordqvist) — шведський письменник і ілюстратор дитячих книг, всесвітньо відомий як автор серії книг про Петсона і Фіндуса, в якій описані пригоди старого дідуня Петсона і його кота Фіндуса.

## Біографія
Свен Нордквіст народився в Гельсінборгу, а підростав у Гальмстаді, в Швеції. Спочатку він хотів стати ілюстратором, однак йому не вдалось поступити до мистецької школи. Натомість він студіював архітектуру в Лундському політехнічному інституті і якийсь час працював там викладачем архітектури. Паралельно він продовжує діяльність ілюстратора, працюючи в рекламі та беручи участь в оформленні плакатів і книжок. У 1983 році він отримує перше місце в конкурсі дитячої книжки, і з того часу працює виключно як автор і ілюстратор дитячих книг.
Одружений і має двох дорослих синів.

## Українські переклади
Українські переклади пригод Петсона і Фіндуса, в перекладі Галини Кирпи, виходять в тернопільському видавництві «Навчальна книга - Богдан»:
- Полювання на Лиса. Тернопіль, «Навчальна книга - Богдан», 2009. — 24 с. (Серія «Пригоди Петсона і Фіндуса»). ISBN 978-966-408-452-6
- Петсон, Фіндус і намет. Тернопіль, «Навчальна книга - Богдан», 2009. — 24 с. (Серія «Пригоди Петсона і Фіндуса»). ISBN 978-966-408-454-0
- Як Фіндус загубився. Тернопіль, «Навчальна книга - Богдан», 2010. — 24 с. (Серія «Пригоди Петсона і Фіндуса»). ISBN 978-966-408-451-9
- Петсон, Фіндус і торт на іменини. Тернопіль, «Навчальна книга - Богдан», 2010. — 24 с. (Серія «Пригоди Петсона і Фіндуса»). ISBN 978-966-408-453-3
- Петсон, Фіндус і переполох на городі. Тернопіль, «Навчальна книга - Богдан», 2010. — 24 с. (Серія «Пригоди Петсона і Фіндуса»). ISBN 978-966-408-450-2
- Різдво у Петсона. Тернопіль, «Навчальна книга - Богдан», 2012. — 24 с. (Серія «Пригоди Петсона і Фіндуса»). ISBN 978-966-10-2688-8
- Коли Петсон сумує. Тернопіль, «Навчальна книга - Богдан», 2012. — 24 с. (Серія «Пригоди Петсона і Фіндуса»). ISBN 978-966-10-2821-9
- Хвилина півнячого кукуріку. Тернопіль, «Навчальна книга - Богдан», 2012. — 28 с. (Серія «Пригоди Петсона і Фіндуса»). ISBN 978-966-10-2820-2
- Фіндус іде з дому. Тернопіль, «Навчальна книга - Богдан», 2015. — 28 с. (Серія «Пригоди Петсона і Фіндуса»). ISBN 978-966-104223-9